# Chiesa di Santa Maria degli Angeli (Perfugas)
La chiesa di Santa Maria degli Angeli è un luogo di culto situato a Perfugas. È sede dell'omonima parrocchia.

## Storia e descrizione
Al centro del nucleo più antico del paese, nei pressi degli scavi del pozzo sacro di Predio Canopoli, risale nelle sue forme attuali a un periodo tra la fine del XVI e l'inizio del XVII secolo, con interventi architettonici significativi anche nel XVIII e XIX secolo.
Al Settecento risale infatti la costruzione dello slanciato campanile, e al secolo seguente la facciata in stile neoclassico, su cui poi venne ripristinata la copertura in conci basaltici, ripristinando l'antica policromia.
L'interno ha un impianto basilicale a tre navate poco sviluppato in lunghezza e dotato di abside, con arconi gotici che dividono gli spazi e un leggero rialzo dell'area presbiteriale dove è situato l'altare maggiore.
Nella cappella presbiterale di destra è stato allestito un piccolo museo diocesano dove, tra alcuni preziosi esempi di intaglio (Madonna del XIV secolo) e di oreficeria (reliquari e un crocifisso processionale in argento del XVI secolo), spicca l'eccezionale complesso pittorico del Retablo di San Giorgio, proveniente dalla non distante chiesa di San Giorgio e considerato il più grande della Sardegna per il XVI secolo (660x840 cm). Composto da ben quattordici tavole articolate entro una struttura lignea, ha come tema i Misteri del Rosario, e fu realizzato da un maestro sardo detto il Maestro di Perfugas alla fine del XVI secolo.

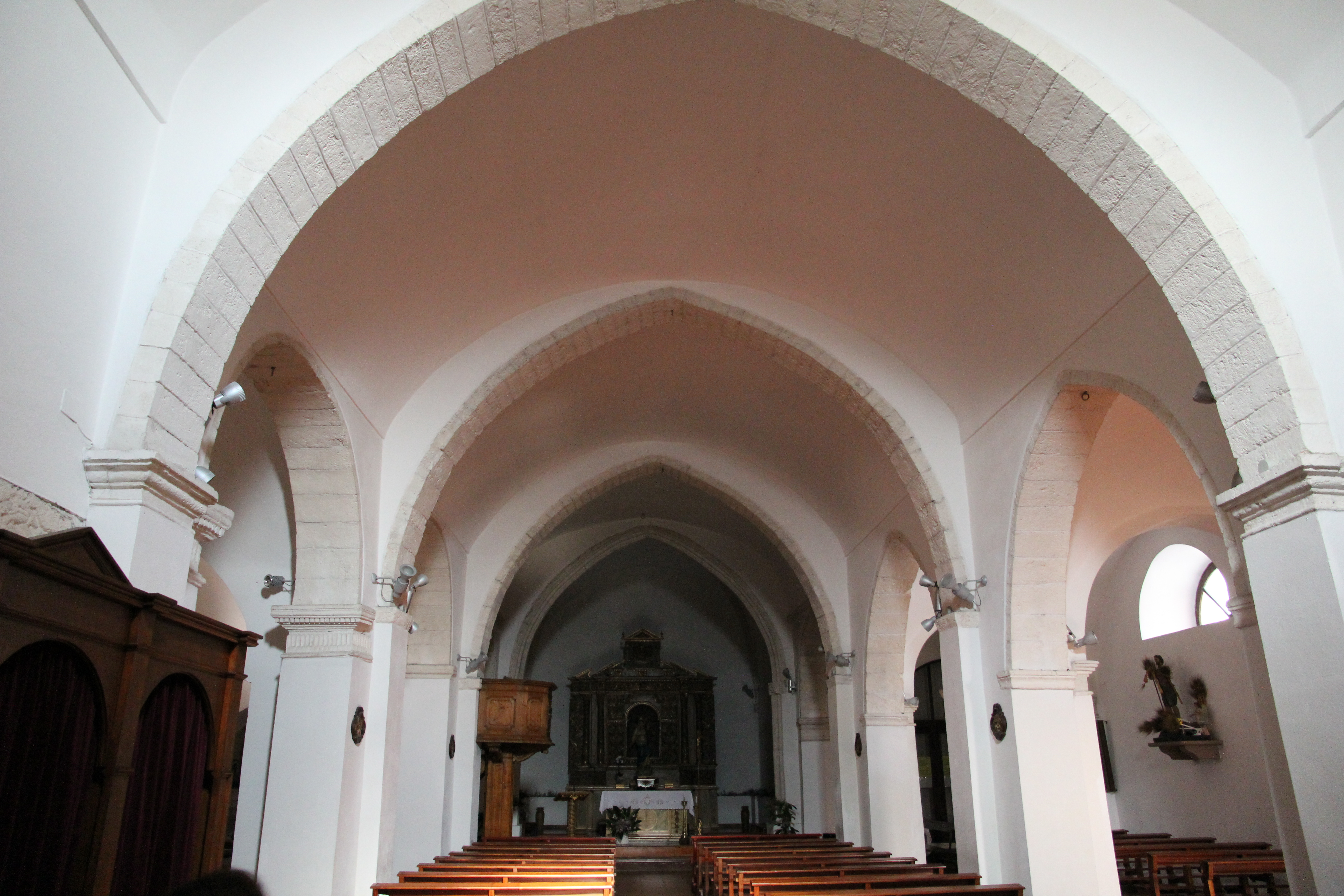
Interno